# Pelicans Lahti
‌
Les Pelicans Lahti sont un club finlandais de hockey sur glace fondé en 1992 évoluant dans la SM-liiga. L'équipe basée à Lahti joue dans l'Isku-areena.
Le club est vice-champion de Finlande en 2012, en 2023 et 2024.

## Histoire
En 1891 est fondé le Viipurin Reipas dans la ville de Vyborg. Après la Seconde Guerre mondiale et notamment la Guerre de continuation qui voit s'affronter l'URSS et la Finlande, Vyborg est cédée à l'URSS ; le club est déménagé à Lahti et devient le Lahden Reipas. En 1975, la SM-liiga est créée et le Kiekkoreipas, équipe de hockey sur glace du club omni-sport Lahden Reipas débute dans la deuxième division finlandaise, la 1.Divisioona. En 1989, le nom du club est changé pour devenir le Hockey Reipas.
Le Reipas Lahti est fondé au printemps 1992 par l'éditeur Kari Naskinen à la suite de la faillite du Kiekkoreipas. Pour sa première saison en SM-liiga, l'équipe termine 12e et dernière mais remporte la poule d'accession et se maintient dans le championnat élite finlandais. La saison suivante, le Reipas Lahti termine à nouveau à la dernière place du classement mais également à la quatrième et dernière place de la poule d'accession à la SM-liiga et est relégué en 1.Divisioona.
En 1996, le club est renommé Pelicans. En 1999, après avoir pris la deuxième place de la 1.Divisoona, l'équipe dispute les barrages d'accession à la SM-liiga. Elle bat successivement le Hermes Kokkola, le Sport Vaasa et le KalPa Kuopio pour retrouver la SM-liiga. Cette première saison de retour dans l'élite se solde par une douzième et dernière place avec seulement 8 matchs remportés en 54 disputés. L'équipe est obligée de disputer un barrage contre la meilleure équipe de la 1.Divisioona, le Kärpät Oulu. Bien qu'ayant perdu ce barrage, les Pelicans profitent du passage de 12 à 13 clubs de la SM-liiga pour être repêchés et conserver leur place dans l'élite finlandaise.
Lors de la saison 2000-2001, l'équipe se qualifie pour la première fois pour les séries éliminatoires en terminant à la 7e place de la saison régulière ; la saison suivante, les Pelicans terminent à la 5e place et se qualifient à nouveau pour les séries. Mais après ces deux saisons, ils retombent en bas du classement, terminant 12e en 2003, puis 13e en 2004 et 2005 et à nouveau 12e en 2006. La SM-liiga étant devenue une ligue fermée depuis la saison 2000-2001, les Pelicans restent cependant dans le championnat élite sans disputer de match de barrage en 2004 et 2005 malgré leur dernière place.
De 2007 à 2009, le club se qualifie à chaque reprise pour les séries en profitant notamment de l'extension de 8 à 10 équipes qualifiées pour la phase finale.
Les Pelicans sont vice-champion de Finlande en 2012, en 2023 et 2024.

## Statistiques
| Saison    | PJ | V  | VP | D  | N  | DP | BP  | BC  | Pts | Classement | Séries éliminatoires | Compétition          |
| --------- | -- | -- | -- | -- | -- | -- | --- | --- | --- | ---------- | -------------------- | -------------------- |
| 1992-1993 | 48 | 6  | -  | 3  | 39 | -  | 125 | 260 | 15  | 12e        | --                   | SM-liiga             |
| 1992-1993 | 6  | 4  | -  | 1  | 1  | -  | 29  | 17  | 9   | 1er        | --                   | Barrages de maintien |
| 1993-1994 | 48 | 6  | -  | 2  | 40 | -  | 119 | 280 | 14  | 12e        | --                   | SM-liiga             |
| 1993-1994 | 6  | 2  | -  | 1  | 3  | -  | 19  | 23  | 5   | 4e         | --                   | Barrages de maintien |
| 1994-1995 | 46 | 18 | -  | 6  | 22 | -  | 155 | 201 | 42  | 8e         | --                   | 1.Divisioona         |
| 1995-1996 | 44 | 24 | -  | 2  | 18 | -  | 175 | 136 | 50  | 6e         | --                   | 1.Divisioona         |
| 1996-1997 | 44 | 26 | -  | 3  | 15 | -  | 168 | 119 | 55  | 3e         | --                   | 1.Divisioona         |
| 1997-1998 | 44 | 23 | -  | 8  | 13 | -  | 123 | 90  | 54  | 3e         | --                   | 1.Divisioona         |
| 1998-1999 | 48 | 30 | -  | 7  | 11 | -  | 178 | 109 | 67  | 1er        | --                   | 1.Divisioona         |
| 1999-2000 | 54 | 8  | -  | 8  | 38 | -  | 108 | 197 | 24  | 12e        | --                   | SM-liiga             |
| 2000-2001 | 56 | 22 | -  | 11 | 23 | -  | 170 | 164 | 55  | 7e         | 8e                   | SM-liiga             |
| 2001-2002 | 56 | 31 | -  | 2  | 4  | 19 | 157 | 152 | 68  | 5e         | 5e                   | SM-liiga             |
| 2002-2003 | 56 | 15 | -  | 35 | 2  | 4  | 120 | 182 | 36  | 12e        | --                   | SM-liiga             |
| 2003-2004 | 56 | 8  | -  | 37 | 7  | 4  | 110 | 227 | 27  | 13e        | --                   | SM-liiga             |
| 2004-2005 | 56 | 7  | 3  | 36 | -  | 10 | 100 | 230 | 37  | 13e        | --                   | SM-liiga             |
| 2005-2006 | 56 | 18 | 4  | 29 | -  | 5  | 125 | 171 | 67  | 12e        | --                   | SM-liiga             |
| 2006-2007 | 56 | 19 | 7  | 24 | -  | 6  | 147 | 151 | 77  | 10e        | 8e                   | SM-liiga             |
| 2007-2008 | 56 | 28 | 5  | 19 | -  | 4  | 176 | 142 | 98  | 6e         | 6e                   | SM-liiga             |
| 2008-2009 | 58 | 22 | 5  | 27 | -  | 5  | 149 | 145 | 80  | 9e         | 7e                   | SM-liiga             |
| 2009-2010 | 58 | 18 | 6  | 27 | -  | 7  | 166 | 197 | 73  | 12e        | 12e                  | SM-liiga             |
| 2010-2011 | 60 | 17 | 2  | 37 | -  | 4  | 133 | 180 | 59  | 14e        | 14e                  | SM-liiga             |
| 2011-2012 | 60 | 30 | 9  | 18 | -  | 3  | 213 | 155 | 111 | 2e         | 2e                   | SM-liiga             |
| 2012-2013 | 60 | 22 | 7  | 28 | -  | 3  | 166 | 180 | 83  | 11e        | 11e                  | SM-liiga             |
| 2013-2014 | 60 | 25 | 6  | 24 | -  | 5  | 156 | 156 | 92  | 8e         | 7e                   | SM-liiga             |
| 2014-2015 | 60 | 16 | 6  | 30 | -  | 8  | 125 | 166 | 68  | 12e        | 12e                  | SM-liiga             |
| 2015-2016 | 60 | 24 | 4  | 25 | -  | 7  | 145 | 171 | 87  | 9e         | 8e                   | SM-liiga             |
| 2016-2017 | 60 | 23 | 8  | 21 | -  | 8  | 157 | 150 | 93  | 6e         | 7e                   | SM-liiga             |
| 2017-2018 | 60 | 20 | 7  | 24 | -  | 9  | 165 | 175 | 83  | 10e        | 10e                  | SM-liiga             |
| 2018-2019 | 60 | 30 | 3  | 19 | -  | 8  | 199 | 154 | 104 | 3e         | 5e                   | SM-liiga             |
| 2019-2020 | 59 | 12 | 7  | 36 | -  | 4  | 120 | 201 | 54  | 14e        | 14e                  | SM-liiga             |
| 2020-2021 | 58 | 25 | 10 | 21 | -  | 2  | 169 | 147 | 97  | 6e         | 6e                   | SM-liiga             |
| 2021-2022 | 60 | 25 | 4  | 21 | -  | 10 | 142 | 142 | 93  | 9e         | 10e                  | SM-liiga             |
| 2022-2023 | 60 | 30 | 4  | 21 | -  | 5  | 166 | 136 | 103 | 4e         | 2e                   | SM-liiga             |

## Personnalités

### Numéros retirés
- 11 : Hannu Koskinen
- 13 : Erkki Laine
- 17 : Kari Eloranta

### Entraîneurs
- 1976–1978 : Matti Lampainen
- 1992-1993 : Esko Nokelainen (remplacé en mars 1993)
- 1993 : Kari Mäkinen (remplacé en octobre 1993)
- 1993-1994 : Jukka-Ville Jääsalmi
- 1994-1996 : Sergei Grisintsov (remplacé en janvier 1996)
- 1996-2002 : Kari Eloranta
- 2002-2003 : Petteri Hirvonen (remplacé en octobre 2003)
- 2003-2004 : Petteri Sihvonen
- 2004-2005 : Petri Matikainen
- 2005 : Jami Kauppi (remplacé en octobre 2005)
- 2005-2006 : Pasi Nurminen (remplacé en janvier 2006)
- 2006-2009 : Hannu Aravirta
- Depuis 2009 : Mika Toivola